# Telescópio robótico

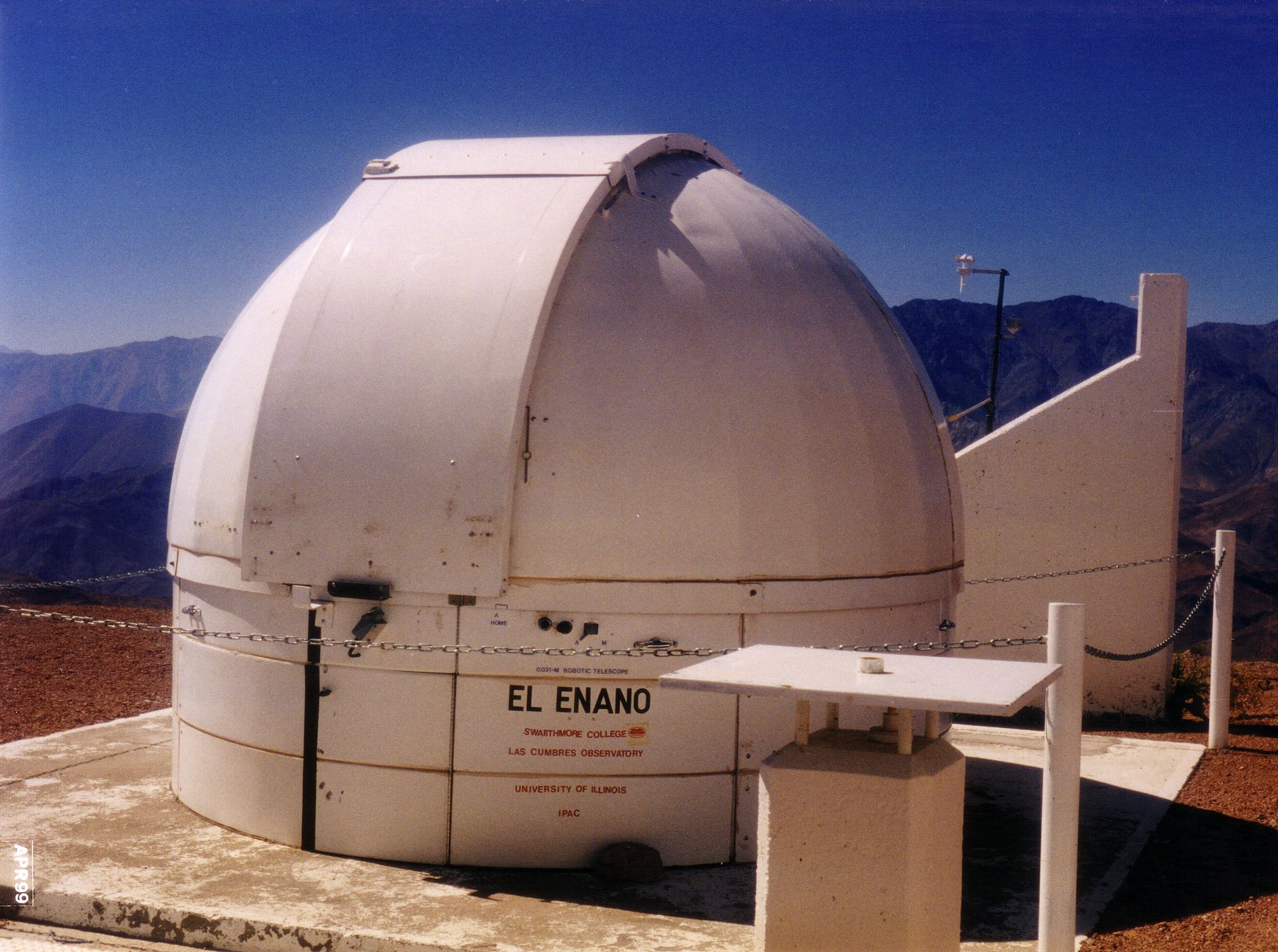
“El Enano”, um telescópio robótico em Cerro Tololo (Chile).

Um telescópio robótico ou telescópio robotizado é um telescópio astronômico com seu sistema detector que pode fazer observações astronômicas automaticamente, sem intervenção humana. Nas disciplinas astronômicas, qualifica-se como um telescópio robótico se é capaz de fazer estas observações sem ser operado por um ser humano, ainda que exigia um operador para iniciar as observações no início da noite, ou para terminá-las no início da manhã. Um telescópio robótico é diferente de um telescópio remoto, embora alguns possam ser ambos simultaneamente (robótico e remoto), como é o caso dos quatro telescópios de La Sagra, que são robóticos mas controlado a partir do Observatório Astronômico de Maiorca para descarregar os dados diariamente em Maiorca através da internet, para o processamento com algoritmos sofisticados concebidos "in house", que permitiram detectar o asteroide 367943 Duende, entre milhares de outros.
Além dos telescópios robóticos do Observatório Astronômico de Maiorca, estão os famosos telescópios robóticos dos programas LINEAR e NEAT, que já encontraram muitas estrelas e corpos menores. Estes telescópios têm sido usados na astronomia em particular para a detecção e a descoberta de corpos menores que possam colidir com a Terra. No meio militar, o telescópio robótico é usado para identificar e controlar os satélites artificiais.

## História
Estudos de automação em astronomia começaram na segunda metade do século XX.
Em 1985, o livro Microcomputer Control of Telescopios, de Russell M. Jinete e Mark Trueblood, foi um marco no estudo dessa matéria. Foram estudados vários projetos, mas a complexidade e as dificuldades técnicas da época tornou difícil de concretizar.
Em 1993 John Baruch construíu o primeiro telescópio robótico totalmente automatizado e conectado através da internet, na Universidade de Bradford, no Reino Unido. O telescópio tem uma abertura de 46 cm, e foi controlado por um PC 486DX.